# Apeadero de Parada
Nota: No confundir con los antiguos apeaderos de Parada de Aguiar, en la Línea del Corgo, o de Parada de Gonta, en la Línea del Dão.
El Apeadero de Parada es una plataforma ferroviaria de la Línea del Duero, que sirve a la localidad de Parada de Todeia, en el ayuntamiento de Paredes, en Portugal.

## Historia
Este apeadero se encuentra en el tramo entre las Estaciones de Ermesinde y Penafiel de la Línea del Duero, que abrió a la explotación el 30 de julio de 1875.